# Musée et galerie d'art du Territoire du Nord
Le musée et galerie d'art du Territoire du Nord est le principal musée du Territoire du Nord en Australie. Il est situé dans la proche banlieue de Darwin, à Fannie Bay. Il est placé sous la responsabilité du ministre des Ressources naturelles, de l'environnement, des arts et du sport du gouvernement du Territoire du Nord.

## Historique
En 1964, une loi votée par le Conseil législatif du Territoire du Nord crée un musée de Darwin en regroupant les différents musées et galeries d'art de la ville. Le premier directeur est nommé en 1970. L'ancien hôtel de ville dans Smith Street dans le centre-ville de Darwin est choisi comme premier emplacement du Musée. Il abrite des collections sur la culture du sud de l'Asie et des îles du Pacifique, l'histoire maritime, les sciences naturelles, la culture autochtone et l'art contemporain. L'ancien hôtel de ville est presque complètement rénové lorsque le cyclone Tracy en 1974 cause d'importants dommages à la structure du bâtiment et une partie des collections est endommagée. Les collections récupérées sont dispersées dans des locaux loués autour de Darwin.
Il faudra attendre trois ans après le cyclone, en 1977, pour que le Gouvernement fédéral approuve la création d'un nouveau musée à Bullocky Point dans la banlieue de Fannie Bay. La construction du nouveau musée commence en 1979, après que le Territoire du Nord se soit vu accorder l'autonomie gouvernementale et que le financement du nouveau bâtiment soit confirmé.
Le bâtiment est inauguré le 10 septembre 1981, par le gouverneur général d'Australie et est connu comme le « Musée des Arts et des Sciences du Territoire du Nord ». Le musée met en vedette l'histoire, les sciences et les arts visuels de la région et de ses habitants. Une extension est construite et achevée en 1992 pour exposer l'histoire maritime du Territoire du Nord. En 1993, le nom du musée est changé pour son nom actuel.
Il abrite plus de 30 000 éléments de culture et de matériel. Il abrite le corps de Sweetheart, un célèbre crocodile connu pour attaquer les bateaux.

## Art aborigène dans les collections
- Wintjiya Napaltjarri.
- Mitjili Napurrula.
- Gabriella Possum Nungurrayi.